# К Флавию
«К Флавию» — условное название стихотворения римского поэта Гая Валерия Катулла, включённого в состав посмертного сборника («Книги Катулла Веронского») под номером 6. Автор обращается к своему другу по имени Флавий (о нём ничего не известно), который ничего не рассказывает о своей новой любовной связи. 
Антиковеды видят здесь очередное проявление греческой сентенции, точнее всего сформулированной Платоном: «Юношей достойных и благородных лучше любить открыто, чем тайно, хотя бы они и были не так хороши собой».